# 珍珠城 (夏威夷州)
珍珠城（英語：Pearl City）是位於美國夏威夷州檀香山縣的一個人口普查指定地區。

## 地理
珍珠城的座標為21°24′30″N 157°58′01″W / 21.40833°N 157.96694°W，而該地最高點為海拔高度27米（即89英尺）。

## 人口
根據2010年美國人口普查的數據，珍珠城的面積為15.00平方千米，當中陸地面積為12.90平方千米，而水域面積為2.10平方千米。當地共有人口47698人，而人口密度為每平方千米3,179.87人。